# Müjgan Koraltürk
Müjgan Koraltürk (* 1. Oktober 1985 in Istanbul als Müjgan Gönül) ist eine türkische Schauspielerin.

## Leben und Karriere
Koraltürk wurde am 1. Oktober 1985 in Istanbul geboren. Danach absolvierte sie die Gösteri Sanatları Merkezi. Ihr Debüt gab sie 2007 in der Fernsehserie Tek Türkiye. Außerdem wurde sie 2011 für die Serie Farklı Boyut gecastet. Von 2014 bis 2015 bekam Koraltürk in der Serie Küçük Gelin. 2013 heiratete sie Ahmet Koraltürk. Außerdem bekam sie 2017 ihr erstes Kind.

## Filmografie (Auswahl)
- 2007–2010: Tek Türkiye (Fernsehserie, 133 Episoden)
- 2011: Farklı Boyut (Fernsehserie)
- 2014–2015: Küçük Gelin (Fernsehserie, 52 Episoden)